# Croix Rouge (Tourcoing)
Croix Rouge is een wijk in de Franse stad Tourcoing in het Noorderdepartement. De wijk ligt in het oosten van de stad.

## Geschiedenis
De plaats was vroeger een landelijk gehucht, ten oosten van het stadscentrum. De naam verwijst naar een gelijknamige voormalige herberg.
Op de 18de-eeuwse Cassinikaart is de plaats al aangeduid als Croix Rouge. Op de kadasterplans uit de eerste helft van de 19de eeuw is de plaats te zien als het gehucht Rouge Croix, op het kruispunt van de Rue de Rouge Croix en de weg tussen Menen en Doornik. Door de industrie nam de bevolking in de stad toe en de verstedelijking breidde zich uit naar de omliggende gehuchten. In 1839 werd in Croix Rouge een kapel opgetrokken, gewijd aan Sint-Jozef. De bewoners van het gehucht ijverden voor de oprichting van een nieuwe parochie, wat eerst op weerstand stuitte bij de gemeenteraad, tot in 1843 de goedkeuring kwam. In 1869 werd de Église Saint-Joseph opgetrokken, ter vervanging van de noodkapel.
De Église Saint-Joseph werd gesloopt in 1995 en vervangen door een kleinere kerk, die ook dienstdoet als polyvalente zaal.

## Bezienswaardigheden
- de moderne Église Saint-Joseph

Belencontre · Blanche Porte · Blanc Seau · Bourgogne · Brun Pain · Clinquet · Croix Rouge · Egalité · Épidème · Fin de la Guerre · Flocon · Francs · Gambetta · Malcense · Marlière · Orions · Phalempins · Pont de Neuville · Pont Rompu · Virolois

Lijst van Franse gemeenten · Arrondissement Rijsel · Noorderdepartement · Hauts-de-France